# Decoda
Decoda — популярная среди разработчиков игр интегрированная среда разработки профессионального уровня для Windows, удобная для разработки и отладки скриптов-сценариев к существующим играм и игровым движкам, созданная в 2007 году студией Unknown Worlds Entertainment и открытая на условиях GPL в начале 2013 года.

## Особенности
Decoda представляет собой IDE, по словам разработчиков «похожее на Visual Studio», позволяющее работать с проектом, редактировать исходные тексты lua-скриптов (с подсветкой синтаксиса) и отлаживать их, используя точки останова, пошаговое выполнение программы, наблюдение и изменение значений переменных (в том числе lua-таблиц) и слежение за стеком вызовов.
В отдельном окне отладчика показываются все виртуальные lua-машины, запускаемые из отлаживаемого хост-приложения.  Подобно Visual Studio, Decoda может подключаться для отладки к уже запущенному приложению.
Уникальной особенностью Decoda является то, что она использует при этом файлы с отладочными символами, которые генерирует Visual Studio. В отличие от других Lua IDE (таких, как ZeroBrane Studio), Decoda не требует модифицировать исходный код отлаживаемого скрипта (путём подключения к нему библиотеки mobdebug), или скриптуемого приложения. Lua скрипты для приложений, к которым Lua не прикомпилирован статически, а вызывается из динамической библиотеки,  (к примеру, INSTEAD), могут отлаживаться даже если соответствующих отладочных символов у вас нет.
Decoda поддерживает интеграцию с системами управления версиями, для чего к ней могут подключаться Microsoft SCC плагины.

## Недостатки
Версии Decoda, по крайней мере до 1.17, работают только под Windows (интерфейсная часть написана с использованием кроссплатформенной wxWidgets и может быть легко портирована, трудности — с используемой при отладке «магией») и только в 32-разрядном режиме. Decoda не может отлаживать игры, собранные для Win64. При попытке сделать это, начиная с версии 1.16, выводится сообщение о соответствующей ошибке. Поддержка Lua 5.2 появилась только в бета-версии Decoda.

## История
Эта среда разработки была создана студией  Unknown Worlds Entertainment, когда они начинали разработку игры Natural Selection 2 в 2007 году. Decoda была приобретена рядом студий разработчиков игр, и, по словам разработчиков Unknown Worlds, лицензирование Decoda было основным источником дохода компании в 2007–2013 годах.
После успешного запуска Natural Selection 2 14 февраля 2013 года программа перешла в категорию свободных, разработчики открыли её под лицензией GPL. Они объяснили это действие тем, что дополнительный источник доходов в виде лицензирования IDE им больше не нужен.